# بني اسحاق (مناخة)

تعديل مصدري - تعديل

بني اسحاق هي إحدى قرى عزلة بني اسحاق بمديرية مناخة التابعة لمحافظة صنعاء، بلغ تعداد سكانها 341 نسمة حسب تعداد اليمن لعام 2004.